# Cephonodes picus
Cephonodes picus är en fjärilsart som beskrevs av Kirby 1892. Cephonodes picus ingår i släktet Cephonodes och familjen svärmare. Inga underarter finns listade i Catalogue of Life.

## Bildgalleri

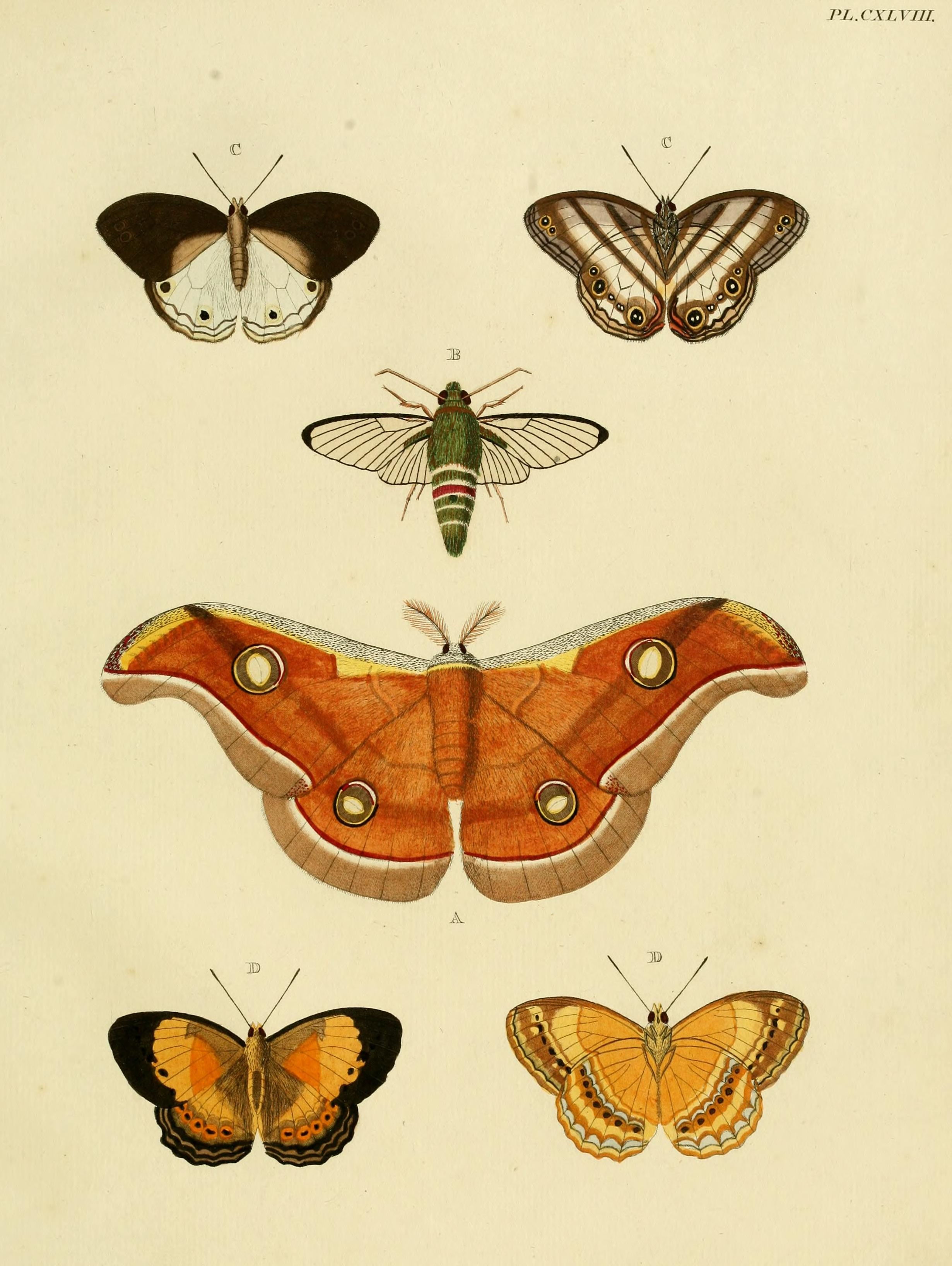